# Wadi al-Garf
Das Wadi al-Garf (arabisch وادي الجرف, DMG Wādī l-Ǧarf; auch Wadi al-Jarf und Wadi al-Dscharf) ist ein kleines Tal an der Westküste des Roten Meeres, am Golf von Suez in Ägypten. Während pharaonischer Zeit wurde es in der 4. Dynastie als Hafen für den Schiffsverkehr mit der Sinai-Halbinsel genutzt. Die archäologische Stätte wurde bereits im frühen 19. Jahrhundert entdeckt, genauere Untersuchungen finden aber erst seit 2011 statt.

## Lage
Das Wadi al-Garf befindet sich unweit des südöstlichen Endes des Wadi Araba, einem breiten Gebirgseinschnitt und wichtigem Verbindungsweg zwischen dem nördlichen Niltal und dem Roten Meer. Es liegt 24 km südlich der modernen Stadt Zafarana. Etwa 10 km südwestlich liegt das Pauluskloster, welches über das Wadi ed-Deir mit der Fundstätte verbunden ist. Der Golf von Suez hat an dieser Stelle eine Breite von 50 km. Ostnordöstlich von Wadi al-Garf wurde auf der gegenüberliegenden Seite des Meeres in jüngerer Zeit bei al-Marcha der befestigte Warenumschlagplatz Ras Budran entdeckt, der ebenfalls ins Alte Reich datiert und höchstwahrscheinlich als Anlaufstelle für die von Wadi al-Garf ablegenden Schiffe diente. Ras Budran wiederum befindet sich unweit der wichtigsten Abbaugebiete für Kupfer und Türkis auf der Sinai-Halbinsel. In jeweils weniger als 50 km Entfernung liegen südöstlich das Wadi Maghara und östlich die Tempelanlage von Serabit el-Chadim.

## Forschungsgeschichte
Erstmals beschrieben wurde der Fundort Wadi al-Garf 1832 von John Gardner Wilkinson, der ihn 1823 gemeinsam mit James Burton besucht hatte. Bis zur Mitte des 20. Jahrhunderts fand er aber keine weitere Beachtung. Erst in den 1950er Jahren wurde er während der Suez-Krise von französischen Piloten wiederentdeckt und als Rod al-Chawaga benannt. Die damaligen politischen Verhältnisse machten eine bereits geplante genauere Untersuchung unmöglich und so geriet der Platz erneut in Vergessenheit. Erst 2008 rückte er mit der Publikation von Archivmaterial aus den 1950er Jahren wieder ins Interesse der Forschung. 2011 begann das Institut français d’archéologie orientale Grabungen unter der Leitung von Pierre Tallet vorzunehmen.

## Beschreibung
Der gesamte Fundort verläuft auf einer Strecke von etwa 5 km in west-östlicher Richtung von den Bergen bis zur Küste. Er gliedert sich in sechs Fundstellen, von denen vier erhöht an den Ausläufern des Gebirges liegen. Hierbei handelt es sich um einen großen Komplex von Galerien, die als Lagerräume genutzt wurden, sowie 500 m nördlich davon um drei Gebäudekomplexe, die als Unterkünfte dienten. Etwa auf zwei Drittel der Strecke zwischen diesen Komplexen und der Küste befindet sich in der Ebene ein einzelnes großes Gebäude von bislang unbekannter Funktion. Die eigentliche Hafenanlage an der Küste besteht aus einer ungefähr L-förmigen Mole und einem 200 m landeinwärts gelegenen künstlich aufgeschütteten Hügel, der wohl als Landmarke diente.

### Zone 1: Die Galerien
An den Ausläufern der Berge erstreckt sich ein Komplex von 25–30 Galerien, von denen 2011 vier untersucht wurden. Es handelt sich um lange, rechteckige Räume, die in den anstehenden Kalkstein getrieben wurden. Sie haben Längen zwischen 16 und 34 m, eine durchschnittliche Breite von 3 m und eine durchschnittliche Höhe von 2,5 m. In den Felsboden eingetiefte Wege zwischen 2 und 3 m Länge bilden den Zugang zu den Galerien. Die Eingänge waren durch Sandsteinplatten verschlossen. Am Eingang der größten Galerie wurden die Reste einer Inschrift entdeckt, die einen Beamten benennt, den Schreiber des Fayum, Idu.
In und vor den Galerien wurden zahlreiche Funde gemacht. Hierzu zählen Seile, Textilien, das Papyrus Jarf A und B sowie zahlreiche Vorratsgefäße und Holz. Bei den Holzfunden handelt es sich hauptsächlich um Akazie und Libanonzeder. Gefunden wurden Teile von Kisten und auch von Schiffen, darunter mehrere Planken und das Endstück eines Ruders. Ein weiteres besonderes Stück ist ein halbrunder Rahmen mit einem Durchmesser von 2,75 m.
Die Vorratsgefäße wurden direkt vor Ort gefertigt, wie der Fund einer Töpferei direkt bei den Galerien belegt. Mehrere tausend Scherben wurden gefunden. Teilweise waren sie beschriftet mit den Namen von Arbeiter- und Schiffsmannschaften sowie von Schiffen.

### Zone 2–4: Unterkünfte und Lagerplätze
Nördlich der Galerien liegen drei Gruppen von Gebäuden und kleineren Lagerplätzen. Der größte Komplex besteht aus mehreren, als Unterkünfte genutzten rechteckigen Gebäuden, die in kleine, zellenartige Räume untergliedert sind.

### Zone 5: Das große Gebäude
Das isoliert stehende große Gebäude aus Trockenmauerwerk ist etwa nordost-südwestlich orientiert. Es hat eine Länge von 60 m, eine Breite von 30 m und ist in 13 lange Haupträume unterteilt, die ihrerseits zwei- oder mehrfach untergliedert sind. Es handelt sich um das bislang größte an der Küste des Roten Meeres entdeckte Gebäude aus pharaonischer Zeit.

### Zone 6: Der Hafen
200 m hinter der Küstenlinie wurde ein künstlicher Hügel aus Kalksteinblöcken errichtet, der wohl als Orientierungspunkt diente. Er hat eine Breite von 10 m und eine Höhe von 6 m. Um ihn herum wurden kleinere Lagerplätze entdeckt.
Die Hafenanlage besteht aus einer Mole, die zunächst 160 m nach Osten verläuft und dann nach Südosten abknickt, wo sie in etwas unregelmäßiger Form weitere 120 m verläuft. Sie umschließt somit einen über 3 ha großen Ankerplatz. In Küstennähe ragt die Struktur noch deutlich über die Wasseroberfläche, ihr nach Südosten verlaufender Arm liegt jedoch nur bei Niedrigwasser knapp darüber.
Etwas westlich der nordöstlichen Ecke der Mole wurde eine größere Ansammlung von Ankern gefunden. Diese bestehen alle aus durchlochten Kalksteinen in dreieckiger, rechteckiger oder zylindrischer Form. Ihre Höhe schwankt zwischen 60 und 80 cm, ihre Breite zwischen 48 und 62 cm. Insgesamt wurden 21 Anker gefunden, mehrere davon paarweise. Es handelt sich um den ersten Fund von altägyptischen Schiffsankern in ihrem ursprünglichen Kontext. Alle zuvor gefundenen Anker, etwa in der Hafenanlage von Mersa Gawasis, waren sekundär verbaut. Weiterhin handelt es sich um die bislang größte und älteste Ansammlung von Ankern aus der Frühen Bronzezeit. Zuvor waren lediglich etwa 35 altägyptische Anker bekannt, von denen die Mehrzahl ins Mittlere Reich datiert. Neben den Ankern wurden im Hafenbecken noch mehrere vollständig erhaltene Vorratsgefäße gefunden.

## Datierung
Dank der in allen Zonen sehr zahlreichen Keramikfunde kann der Fundort Wadi al-Garf recht genau in die frühe 4. Dynastie datiert werden. Bestätigt wird dies auch durch mehrere hieroglyphische Schriftzeugnisse: Ein Siegelabdruck nennt den Namen des Königs Snofru; weitere Abdrücke, Kontrollmarken sowie ein Papyrus nennen seinen Sohn Cheops. Jüngere Zeugnisse sind bisher nicht bekannt. Wadi al-Garf scheint wohl bereits unter Cheops’ Sohn Chephren zugunsten des weiter nördlich gelegenen Ain Suchna aufgegeben worden zu sein.